# Монсон, Энн
Энн Монсон, урождённая Вейн (англ. Anne Monson; ок. 1727, Англия — 18 февраля 1776, Калькутта, Индия) — английский ботаник, собиратель растений и насекомых.

## Биография
Энн Вейн родилась около 1727 года в Англии. Она была старшей дочерью Генри Вейна, 1-го графа Дарлингтонского, и его жены, леди Грейс Фицрой. По материнской линии она была правнучкой Карла II. Девочка получила хорошее образование: её учили латыни и нескольким живым языкам. В детстве её товарищем по играм был будущий поэт Кристофер Смарт; когда ей было девять, а ему тринадцать, они совершили попытку тайно бежать вместе. Существует предположение, что Энн Вейн на всю жизнь осталась возлюбленной и музой Смарта и что её образ присутствует в ряде его произведений.
В 1746 году Энн тайно вышла замуж за Чарльза Хоуп-Вира. Неясно, почему она предпочла бежать с возлюбленным: Чарльз, сын графа Хоуптоунского, был вполне достойным кандидатом в мужья. У них родились двое детей. Однако в 1757 году супруги развелись, поскольку Чарльз, вернувшись в Британию после двухлетнего отсутствия, обнаружил жену беременной. В подобном положении у женщины было мало шансов восстановить свой статус в обществе, однако через год Энн удалось вновь выйти замуж, за офицера Джона Монсона. Она уехала с ним в Индию, где он служил, хотя ей пришлось оставить обоих законных детей и внебрачного ребёнка в Англии.
Поселившись с мужем в Калькутте, Энн Монсон посвятила себя собирательству растений и садоводству. Она давно интересовалась естественными науками, переписывалась с Карлом Линнеем и была знакома с британским растениеводом Джеймсом Ли. По всей видимости, она помогала Ли переводить на английский язык «Философию ботаники» Линнея, хотя её имя в публикации не было указано. Линней, которому Энн посылала образцы индийской флоры, назвал в её честь род африканских растений Monsonia. Кроме того, на пути в Калькутту Энн Монсон провела некоторое время на Капском полуострове, где познакомилась с ботаником и физиком Карлом Тунбергом, одним из самых выдающихся учеников Линнея. Тунберг, проведший в Южной Африке два года, познакомил её с местной флорой, что позволило ей существенно пополнить свою коллекцию. Для зарисовок редких образцов она нанимала местных художников. Помимо растений, Энн также собирала коллекцию насекомых.
Энн Монсон умерла в Калькутте 18 февраля 1776 года.